# سعاد دباح
سعاد دباح إعلامية فلسطينية، مواليد عام 1945، تعتبر من اوائل المذيعات في منطقة بلاد الشام.
البداية كانت من التلفزيون السوري في أوائل السبعينات من القرن العشرين. عملت في أكثر من قناة تلفزيونية خليجية في فترة الثمانينات من القرن الفائت مثل الكويت وأبوظبي.
أسهمت بشكل كبير في المشهد الثقافي الأردني في بداية التسعينات من خلال تأسيسها مقهى جاليري الفينيق الثقافي في عمان والذي كان يرتاده كبار الشعراء كعز الدين المناصرة وعبدالوهاب البياتي وغيرهم من كبار الشعراء والكتاب العرب؛ كما استضاف الجاليري مئات المثقفين والادباء.  